# Observatoire de La Silla

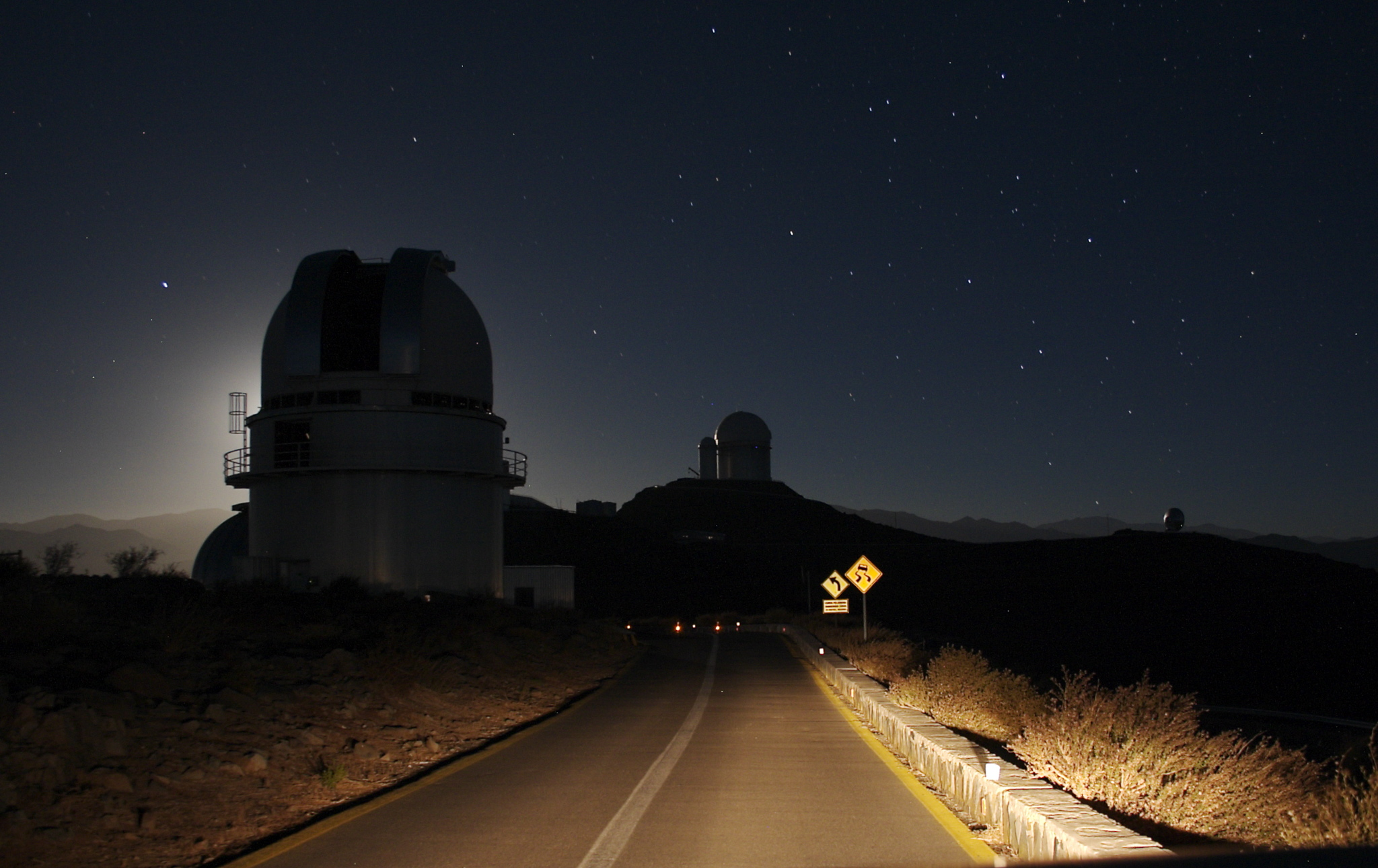
Vue nocturne depuis le site de La Silla, sur la route qui serpente la montagne, entre les dormitorios et le sommet du télescope de 3,6 mètres. Le télescope à gauche au premier plan est le Danois de 1,5 mètre, qui cache la pleine lune. Sur son côté gauche, on aperçoit la courbe de la coupole du 2,2 mètres. Au fond, le télescope de 3,6 mètres, avec le CAT Coudé Auxiliary Telescope. Tout à droite, l'antenne au repos du SEST. La direction du pôle sud se trouve dans le coin en haut à droite (en dehors de l'image). Ce qui implique que c'est bien un lever de lune.

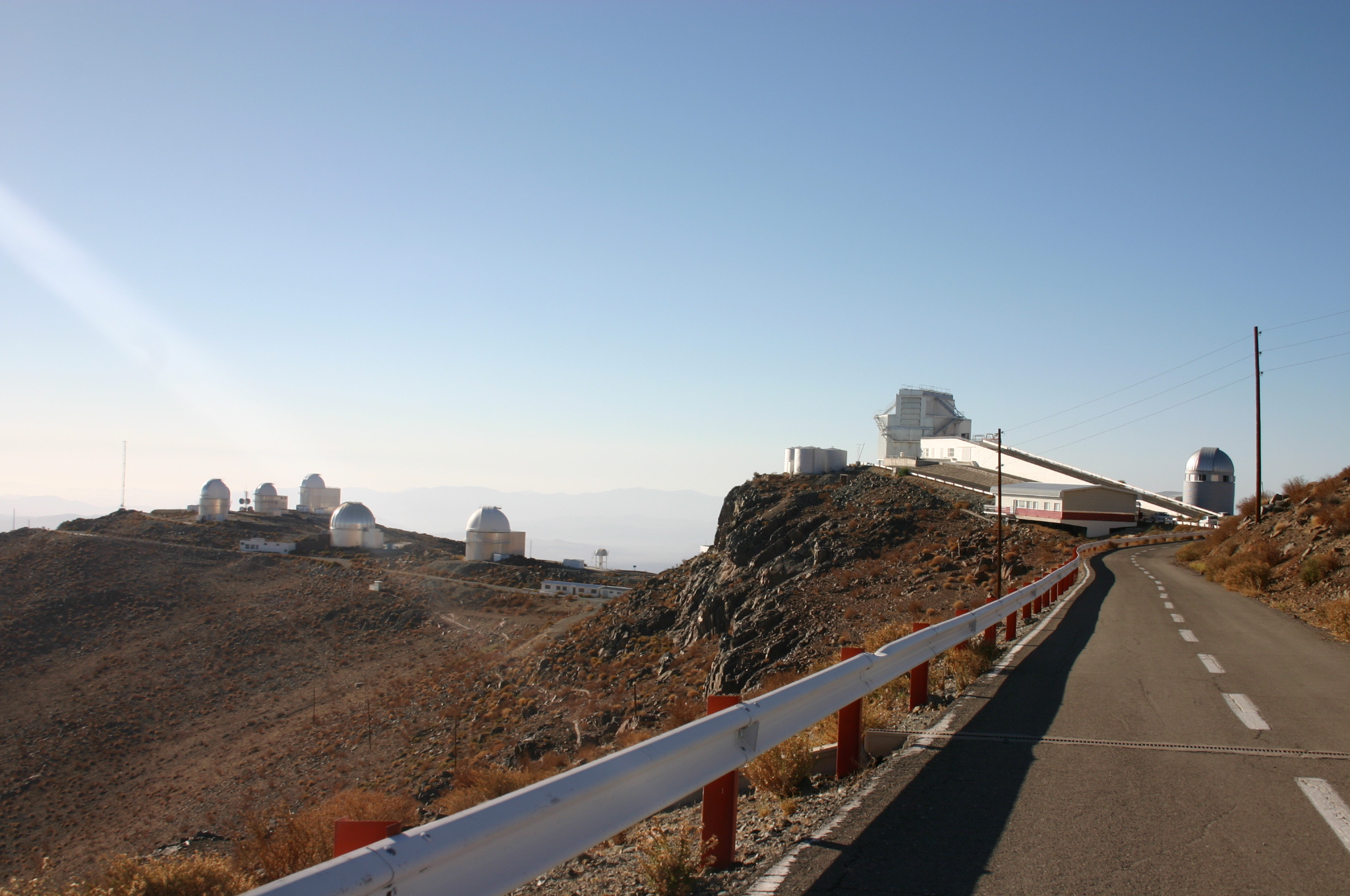
Vue du site de La Silla, en plein jour, depuis la route qui mène au SEST. On y voit, de la droite, la coupole du télescope suisse, le bâtiment plat appelé le « RITZ » qui est le centre des opérations des télescopes de 3,6 m, du 2,2 et du NTT, la tête carrée du NTT, le minuscule champignon du télescope du seeing, la coupole du 1,5 m ESO, du 2,2 m, du 0,5 et 1 m, et du Danois 1,5 m.

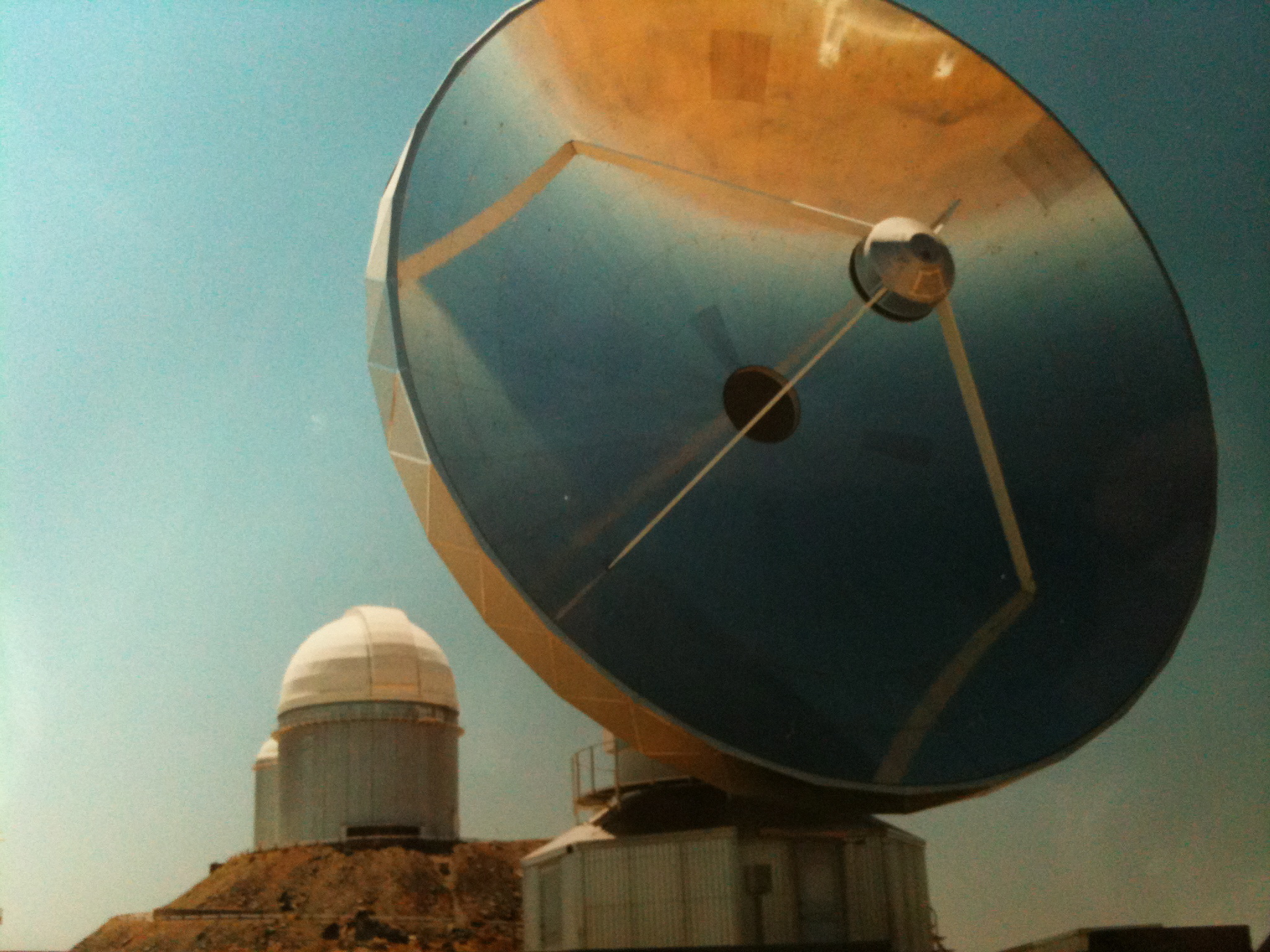
Le Swedish-ESO Submillimetre Telescope (SEST 15 m)

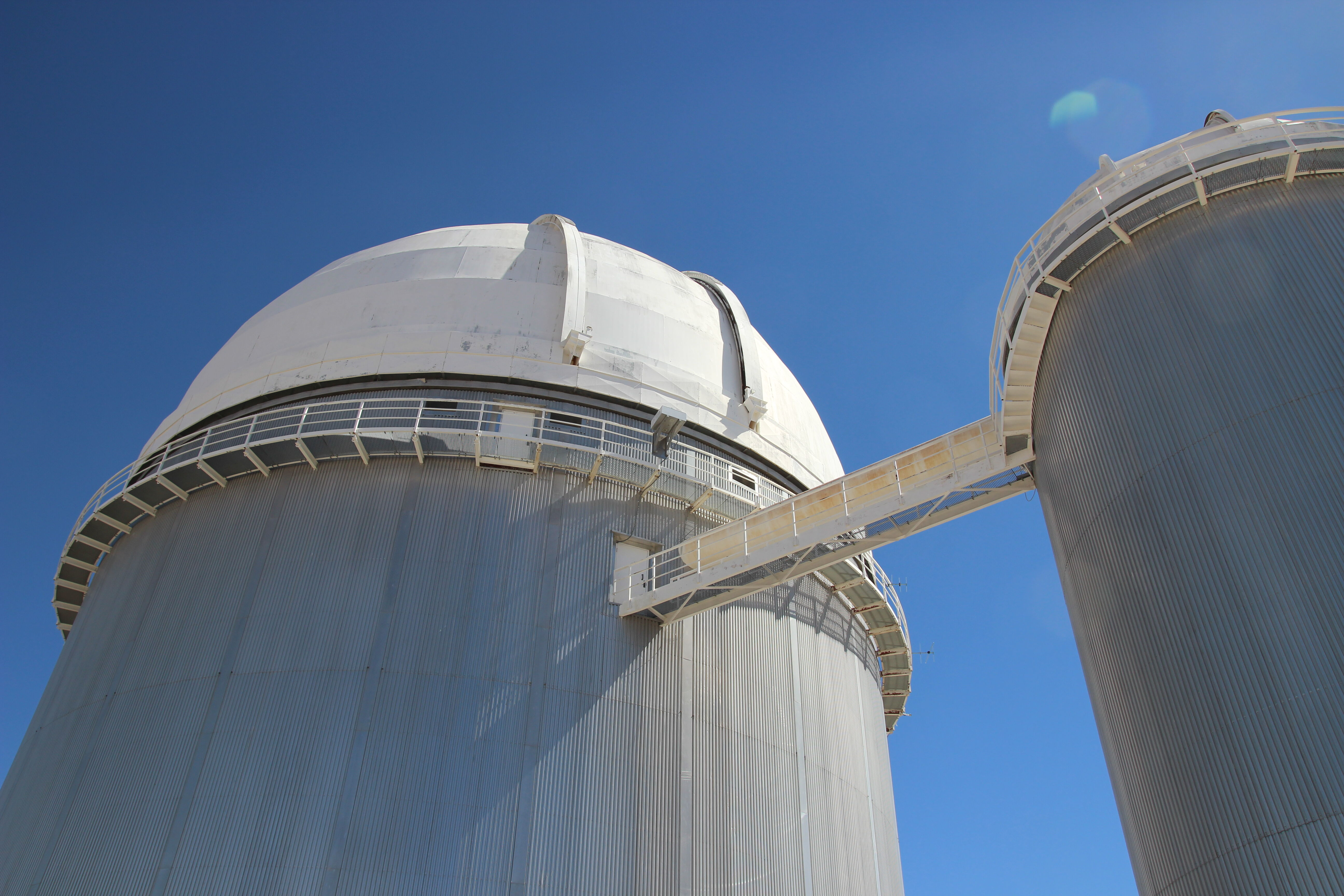
Grande coupole du télescope de 3,6m et petite coupole du CAT (Coudé Auxiliary Telescope), télescope auxiliaire de 1,4 mètre de diamètre conçu pour alimenter en lumière le foyer coudé du télescope principal. Bien que le CAT ne soit plus en service, il a joué un rôle important dans les observations spectroscopiques de haute précision, notamment avant l'installation de HARPS (High Accuracy Radial velocity Planet Searcher) sur le télescope principal.

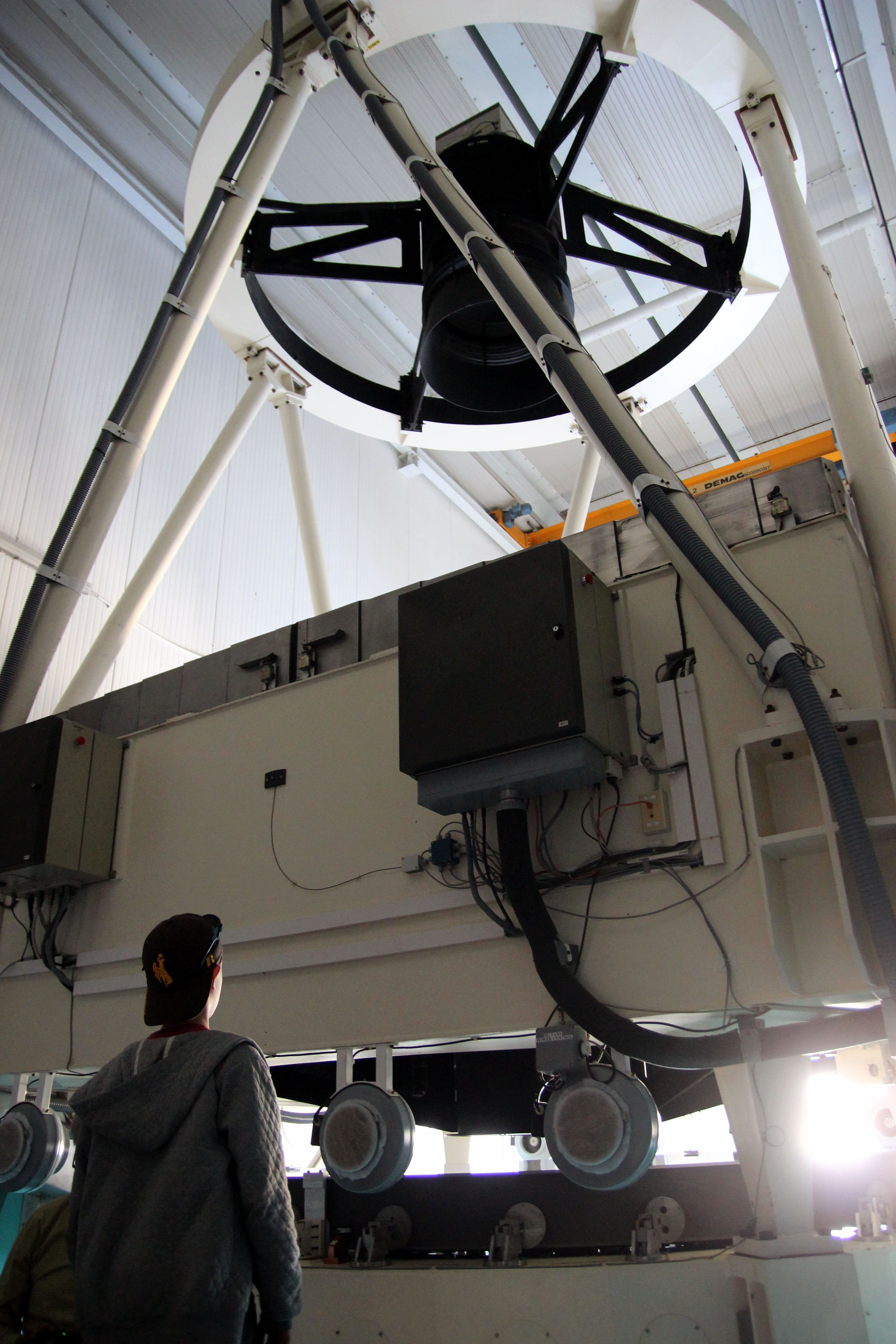
Le "New Technology Telescope" (NTT), télescope de 3,58 mètres de diamètre, mis en service en 1989, a marqué une étape dans l'histoire de l’astronomie en étant le premier au monde à utiliser un miroir principal contrôlé activement pour corriger en temps réel les déformations optiques. Il a servi de banc d’essai pour de nombreuses technologies désormais utilisées sur les télescopes de l'ESO, notamment au VLT (Very Large Telescope).

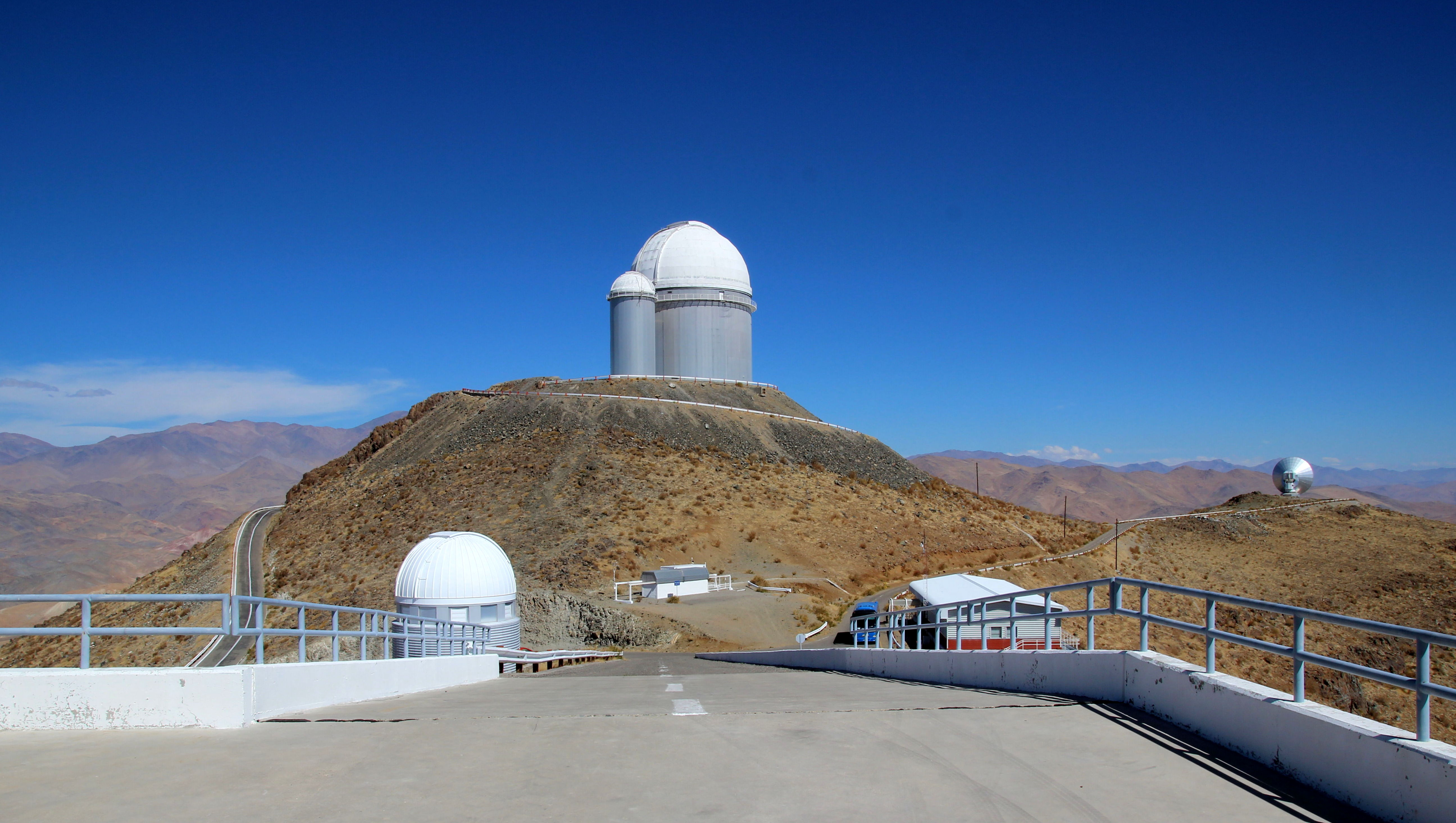
Site de l'observatoire de La Silla vu depuis l'emplacement du NTT (New Technology Telescope). Au centre, la grande coupole du télescope de 3,6 mètres de l’ESO, accompagné sur sa droite de l’ancienne coupole du télescope auxiliaire Coudé (CAT), reliée par une passerelle. À droite de l'image, sur une colline secondaire, est visible l’antenne argentée du radiotélescope SEST (Swedish-ESO Submillimetre Telescope), qui a été mis hors service en 2003. Le SEST a été remplacé par des installations plus modernes telles que l'APEX et l'ALMA, situées sur le plateau de Chajnantor (Chili).

L'observatoire de La Silla est un observatoire astronomique situé à La Silla au nord du Chili près de la ville de La Serena. C'est le premier observatoire créé par l'Observatoire européen austral (ESO), organisation de recherche fédérant la plupart des pays d'Europe. Les premiers instruments y sont déployés en 1969. Les plus connus sont le télescope de 3,6 mètres et le New Technology Telescope (NTT) de 3,58 m qui permet la mise au point de l'optique adaptative. De nombreux autres instruments nationaux sont installés sur le site. En 2019, l’ESO continue de l’utiliser mais la plupart des 19 télescopes nationaux ne sont plus en service. 

## Site
L'observatoire de La Silla se trouve dans le nord du Chili au sommet d'une montagne aux formes arrondies culminant à une altitude d'environ 2 400 mètres. Le site est situé sur le bord sud du désert d'Atacama, à 160 kilomètres au nord de la ville de La Serena et à 600 km au nord de Santiago. L'observatoire américain de Las Campanas est visible depuis La Silla. Le site est situé à la latitude 29° 15′ sud et à la longitude 70° 44′ ouest. Étant éloigné de toute source de pollution lumineuse, l'observatoire bénéficie d'un des ciels nocturnes les plus sombres de la planète. Originellement, La Silla s'appelait « Chinchado », mais fut ensuite renommé d'après sa forme. En effet, « La Silla » signifie « la chaise » ou « la selle » en espagnol. La Silla est un endroit idéal pour observer le rayon vert (cf. galerie) et l'endroit présente également un intéressant site de pétroglyphes.

## Historique
L'idée d'un observatoire européen découle de l'initiative de Jan Oort et Walter Baade, peut-être dès 1952. Mais celle-ci prend vraiment forme lors d'une conférence sur la « Coordination de la recherche galactique » qui se tient à Groningue aux Pays-Bas en juin 1953, où sont réunis la plupart des grands astronomes européens. 12 astronomes de six pays européens sont impliqués : Allemagne de l'Ouest, Belgique, France, Pays-Bas, Royaume-Uni et la Suède) et ils rédigent une déclaration le 26 janvier 1954 dans laquelle ils demandent la création d'une organisation internationale chargée de construire un télescope de 3 mètres d'ouverture en Afrique du sud. Mais il faut attendre le 5 octobre 1962 pour que les cinq pays fondateurs (les six pays précédemment cités (le Royaume-Uni ne rejoindra l'ESO qu'en 2002)) signent la déclaration qui marque la création de l'institution européenne qui est baptisée Observatoire européen austral (ESO).
Après avoir étudié plusieurs sites, La Silla dans le nord du Chili est choisie par l'ESO le 15 novembre 1963 pour l’implantation de son premier télescope. L'ESO achète au gouvernement chilien en octobre 1964 un terrain d'une superficie de 627 km2 comprenant la montagne de la Silla à un prix modéré. L'ESO y installera ses instruments les plus puissants. 
Un premier bureau est installé dans la ville voisine de La Serena fin 1964 et les travaux de construction d'une route rejoignant le sommet de La Silla sont lancés. Le site devient finalement accessible début 1966. Les premiers télescopes de taille intermédiaire (50 cm à 1,5 m) deviennent opérationnels en 1969 et l'observatoire est inauguré le 25 mars de la même année. Le télescope de 3,6 mètres, objectif initial des fondateurs de l'ESO, voit sa première lumière en novembre 1976. En 1984 l'ESO inaugure un télescope de 2,2 mètres. En 1989 entre en service le New Technology Telescope (NTT), de 3,5 mètres. Ce dernier permet de mettre au point plusieurs technologies en particulier l'optique adaptative qui seront déployées par la suite sur le Very Large Telescope (VLT) de L'observatoire du Cerro Paranal. Enfin en 1987, la Suède et l'ESO inaugurent le SEST, un radiotélescope de 15 mètres de diamètre qui est à l'époque le seul observatoire en ondes submillimétriques de l'hémisphère sud. À partir de 1968 plusieurs observatoires financés uniquement par des organismes de recherche nationaux sont installés sur le site de la Silla. Ces organismes allouent en compensation une fraction des heures d'observation.
L'observatoire comprend en 2019 19 télescopes/coupoles, mais la plupart sont soit fermés soit hors-service. La Silla reste néanmoins le plus grand observatoire de l'hémisphère sud. L'ESO y exploite plusieurs télescopes, dont la plupart sont parmi les plus productifs du monde. La Silla fut le premier observatoire de classe internationale à recevoir la certification « ISO 9001 ».
L'ESO a inauguré en 1998 l'observatoire du Cerro Paranal qui est équipé avec les quatre VLT dotés chacun d'un miroir primaire de 8,2 mètres et construit sur un site peu éloigné du Paranal. L'installation la plus récente de l'ESO est le Télescope géant européen (ELT), doté d'un miroir de 39 mètres et dont l'inauguration est prévue en 2025.

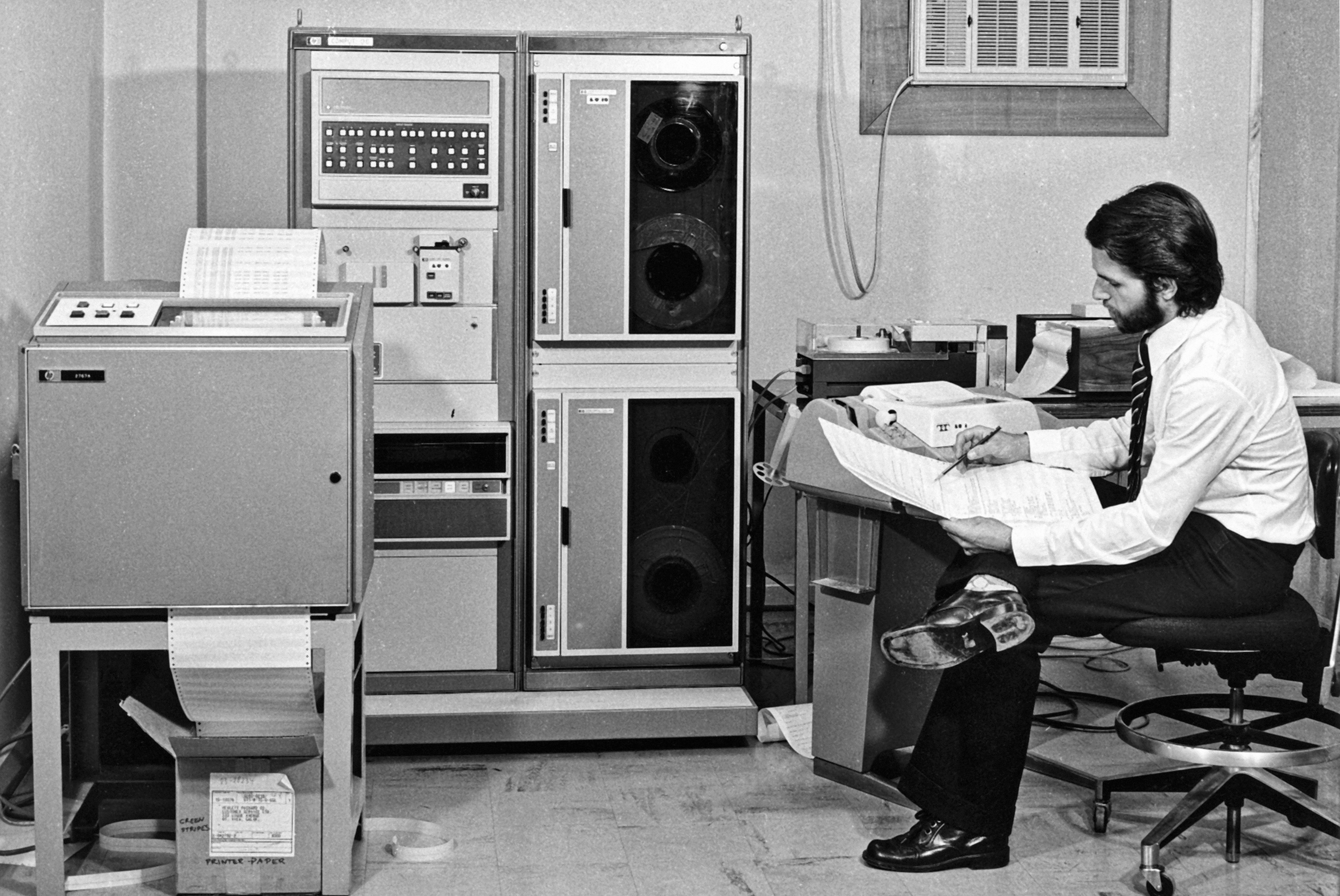
Traitement par un mini-ordinateur HP des données du télescope ESO-1 en 1974

## Installations

### Les télescopes en service
Les télescopes actuellement en service à La Silla sont :
| Nom                                   | Détails |
| ------------------------------------- | --- |
| 3,6 m                                 | Construit et opéré par l'ESO. |
| NTT                                   | New Technology Telescope. Miroir primaire de 3,58 m. Construit et utilisé par l'ESO. Un des premiers télescopes avec une optique active, et banc de test pour le VLT. |
| 2,2 m                                 | Construit par le MPG (Max-Planck Institute in Garching), utilisé par l'ESO jusqu'en 2013. Un télescope identique est installé à l'observatoire de Calar Alto.         |
| Danois 1,5 m                          | Construit par le Danemark, opéré pendant un temps moitié Danemark, moitié ESO. Aujourd'hui ouvert seulement la moitié du temps, par les Danois.                       |
| Télescope suisse Leonhard Euler 1,2 m | Construit par l'observatoire de Genève. Destiné principalement à la recherche d'exoplanètes, en complément du nouveau spectrographe HARPS, installé au 3,6 m.         |
| Rapid Eye Mount                       | Nouveau télescope robotique italien destiné à l'observation des sursauts gamma.                                                                                       |
| TAROT                                 | Télescope automatique de 250 mm à large champ. |
| TRAPPIST sud                          | Télescope Ritchey-Chrétien de 60 cm destiné à la recherche des exoplanètes.                                                                                           |

### Les télescopes hors service
Les télescopes hors service sont :
| Nom              | Détails |
| ---------------- | --- |
| ESO 1,5 m        | Construit par l'ESO, maintenant hors-service. Un télescope identique existe à l'observatoire de Haute-Provence (OHP).                                                                                 |
| ESO 1 m          | Construit par l'ESO, maintenant hors-service. Un des seuls télescopes de La Silla où il était encore possible d'observer à l'œil. Utilisé pour le relevé DENIS entre 1996 et 2001.                    |
| ESO 0,5 m        | Construit par l'ESO, maintenant hors-service. |
| Le Marly 1 mètre | Marly vient de « Marseille-Lyon », les deux villes à l'origine de sa construction. Maintenant hors-service. (Voir le projet EROS).                                                                    |
| Danois 50 cm     | Construit par le Danemark. Maintenant hors service. |
| Hollandais 90 cm | Hors-service. |
| SEST 15 m        | Swedish-ESO Submillimetre Telescope. Mis hors service en vue du Atacama Pathfinder Experiment, puis d'ALMA.                                                                                           |
| Marseille 40 cm  | Hors service. |
| Bochum 61 cm     | Hors service. |
| CAT 1,4 m        | Coudé Auxiliary Telescope, aujourd'hui hors-service, et vendu récemment à l'Observatoire de Lund, en Suède. Il représentait, attaché au télescope de 3,6 m, la signature visuelle unique de La Silla. |
| IRIS             | Hors-service. |
| Schmidt 1 m      | Hors-service. |
| GPO              | Grand Prisme Objectif, lunette double de 40 cm. Hors-service (remplacé par le Marly 1 m). |

### Instruments
Parmi les instruments installés sur les télescopes de La Silla, le plus connu est le spectrographe HARPS. Ce chasseur d'exoplanètes est installé sur le télescope de 3,6 mètres dont la précision resta longtemps été inégalée. De son côté la caméra WFI (Wide Field Imager), à 67 millions de pixels qui équipe le télescope de 2,2 mètres a produit des images qui sont devenues célèbres.

## Galerie photos

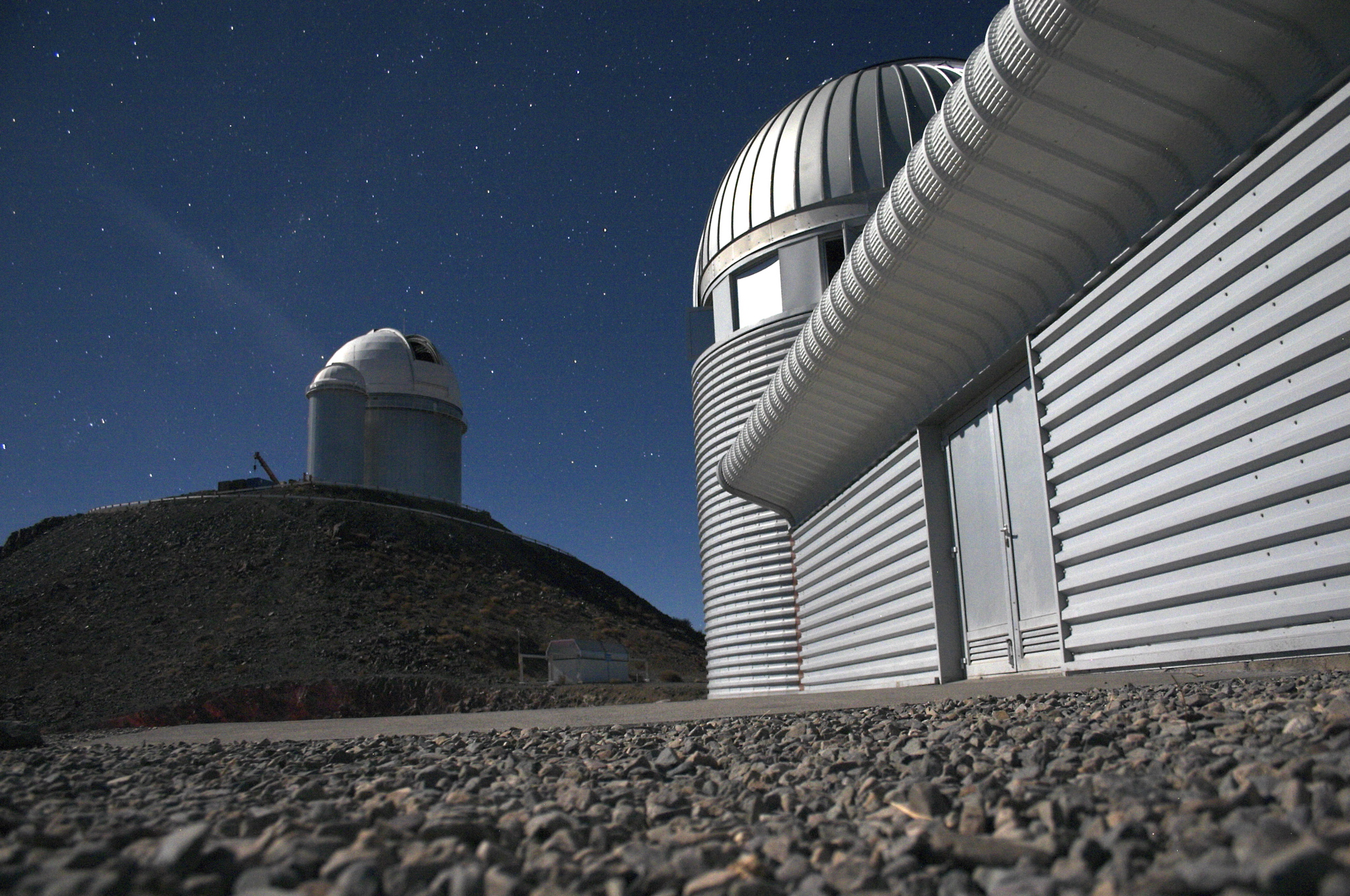
Vue nocturne du télescope de 3,6 mètres. En bas au milieu de l'image, « le sarcophage ». À droite, la coupole et la salle de contrôle du télescope Euler.
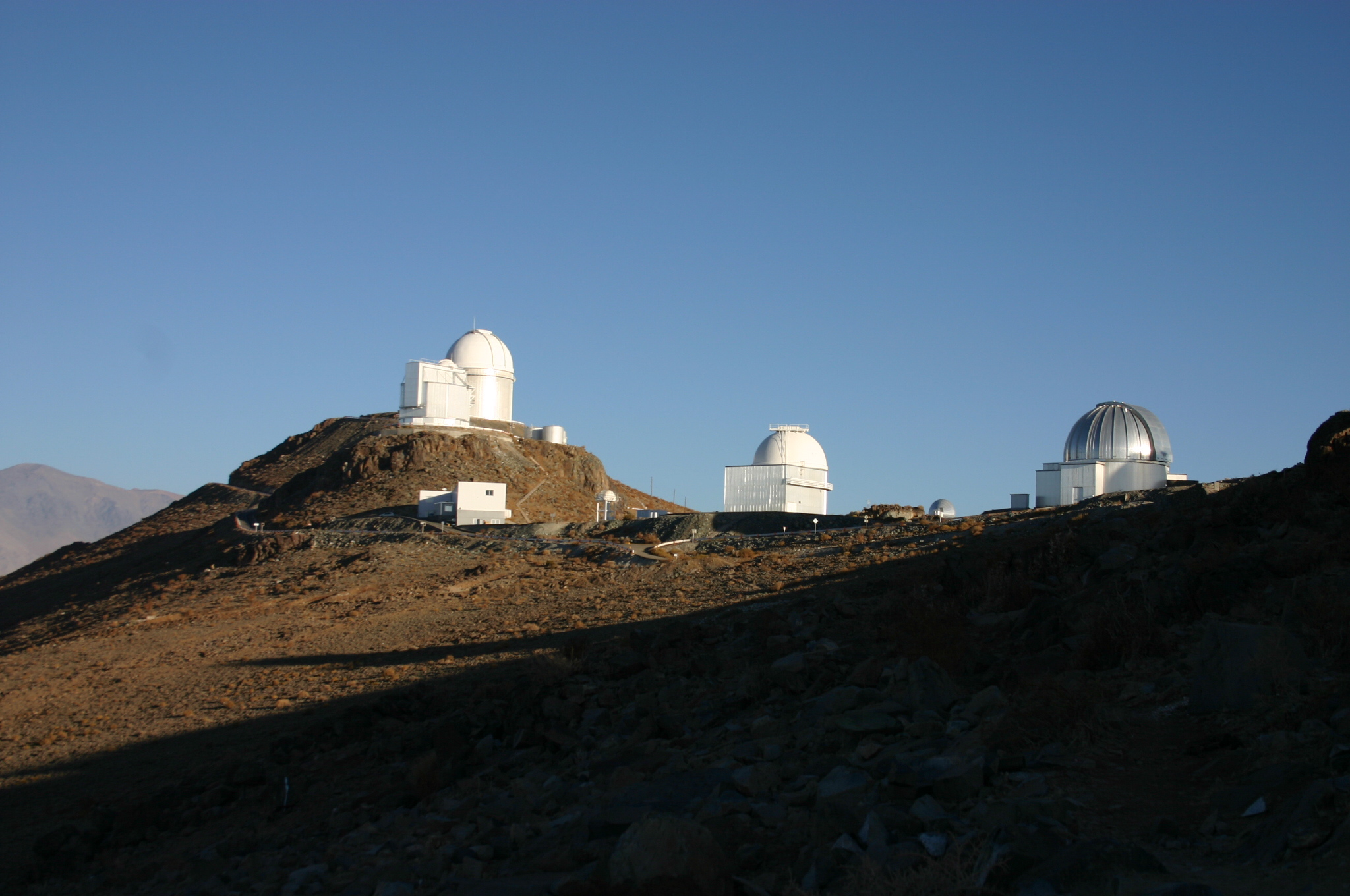
Vue de jour du site de La Silla avec la lumière d'un jour typique à La Silla.
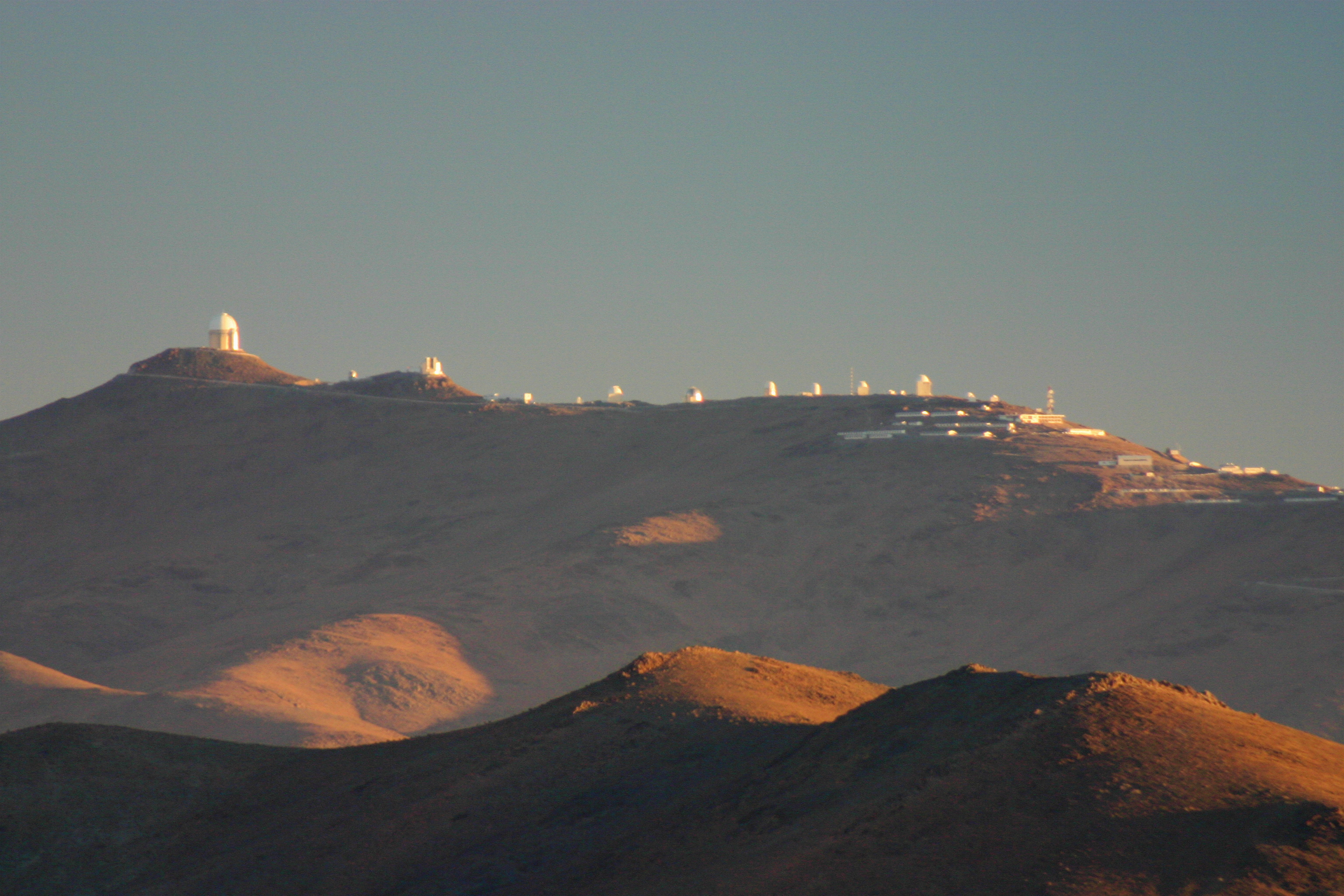
Vue générale de La Silla depuis la route qui mène à l'Observatoire de Las Campanas.
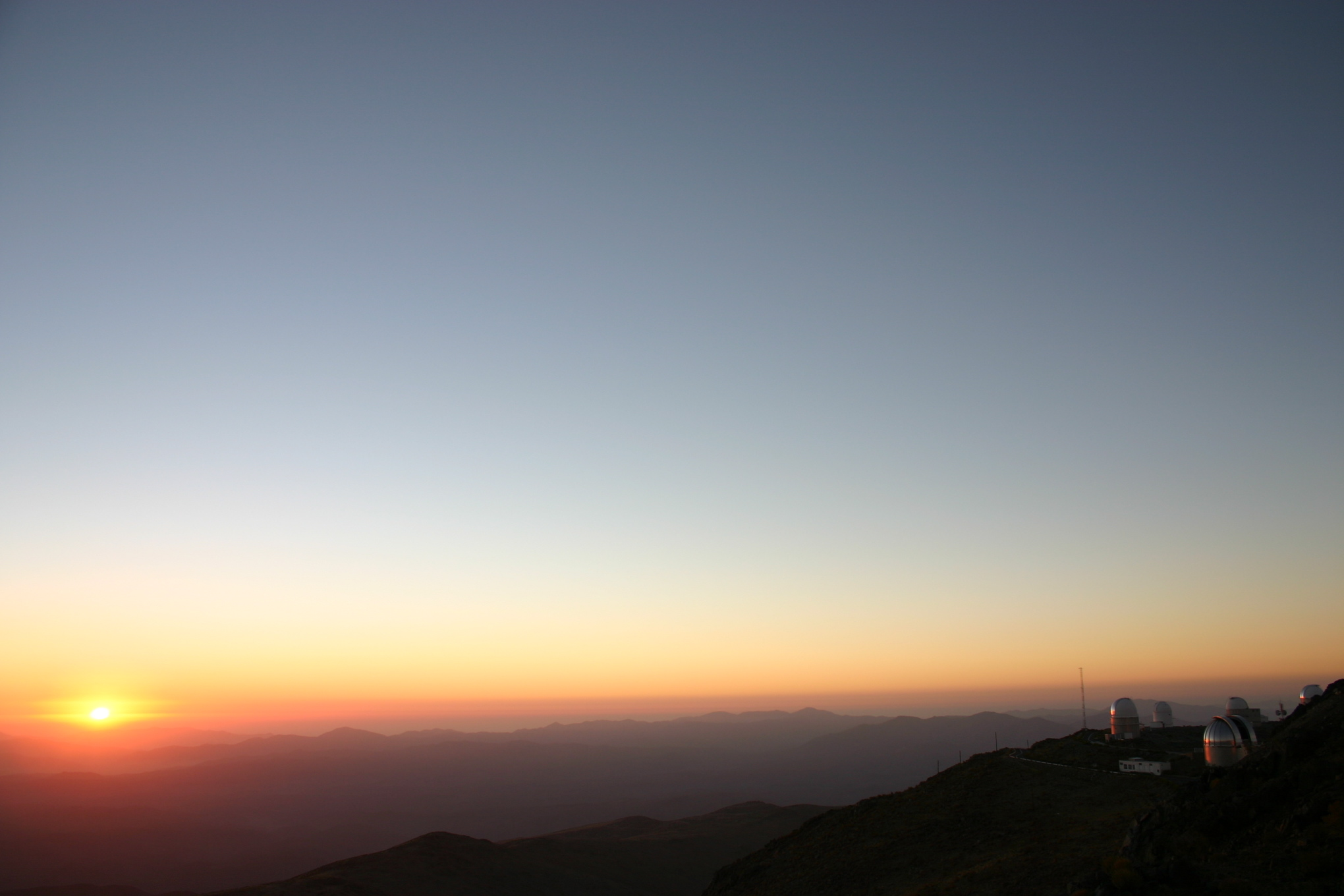
Coucher de soleil sur La Silla.
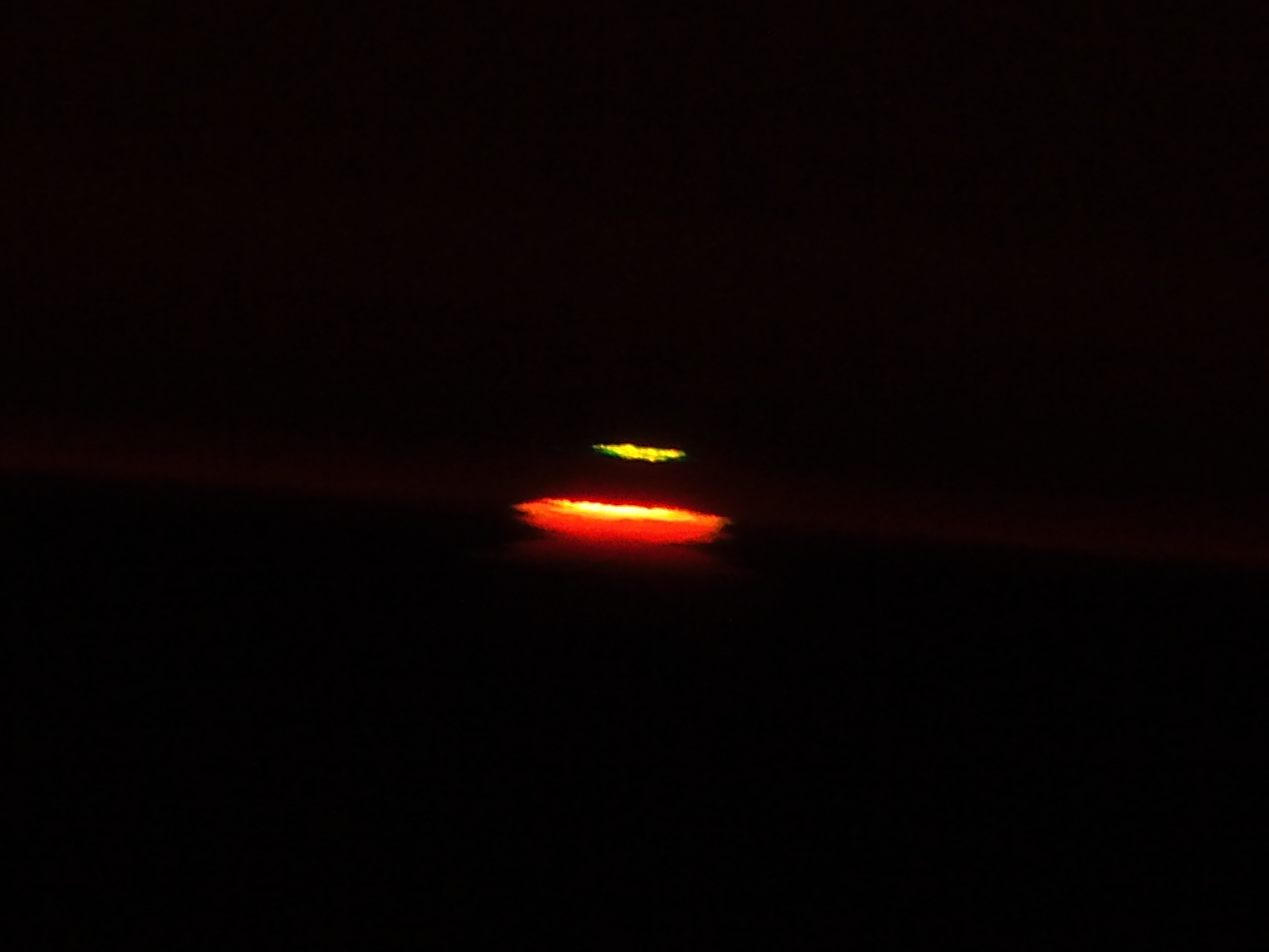
Rayon vert observé le 14 novembre 2013 à l'Observatoire de La Silla (ESO).
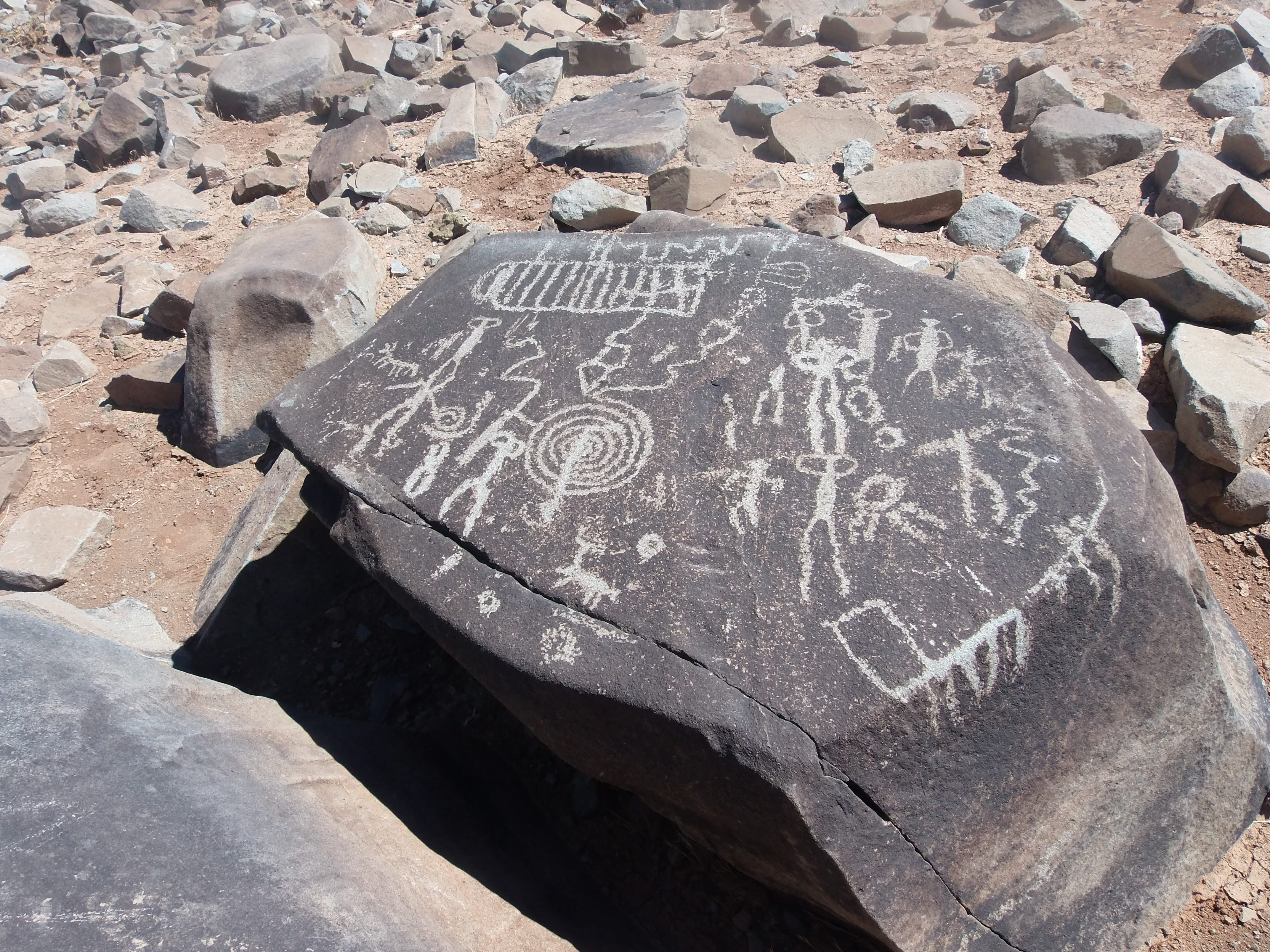
Pétroglyphes visibles à La Silla.